# Scyllaridae
Los esciláridos (Scyllaridae) son una familia de crustáceos decápodos palinuros, una de las tres que componen la superfamilia Palinuroidea.
Los miembros de esta familia presentan un caparazón aplanado y unas antenas amplias y aplanadas. Las especies más conocidas son el santiaguito, santiaguiño (Scyllarus arctus) y la cigarra de mar (Scyllarides latus).

## Sistemática
Se han descrito las siguientes subfamilias:
- Arctidinae
- Ibacinae
- Scyllarinae
- Theninae